# Mel Lawrence (Leichtathletin)
Mel Lawrence (* 29. August 1989 in Reno, Nevada) ist eine US-amerikanische Leichtathletin, die sich auf den Hindernislauf spezialisiert hat.

## Sportliche Laufbahn
Mel Lawrence sammelte 2005 ihre ersten internationalen Erfahrungen, als sie bei den Panamerikanischen Juniorenmeisterschaften in Windsor in 10:27,44 min die Silbermedaille über 3000 m Hindernis gewann und in 9:45,43 min den vierten Platz im 3000-Meter-Lauf belegte. Im Jahr darauf gelangte sie bei den Crosslauf-Weltmeisterschaften 2006 in Fukuoka nach 22:05 min auf Rang 52 im U20-Rennen und im August erreichte sie bei den Juniorenweltmeisterschaften in Peking mit 10:17,84 min Rang zehn über 3000 m Hindernis. Nach einem Jahr begann sie im Herbst 2008 ein Studium an der University of Washington und schloss dort 2013 ab. 2015 wurde sie mit 1:21:07 h Zweite beim Chicago-Halbmarathon und 2018 siegte sie in 9:45,36 min bei den NACAC-Meisterschaften in Toronto.

## Persönliche Bestleistungen
- 3000 Meter: 9:04,78 min, 31. Juli 2020 in Newberg
  - 3000 Meter (Halle): 8:50,96 min, 3. Februar 2018 in New York City
- 5000 Meter: 15:18,72 min, 15. Mai 2021 in Irvine
- Halbmarathon: 1:21:07 h, 6. September 2015 in Chicago
- 3000 m Hindernis: 9:26,15 min, 24. Juni 2021 in Eugene